# 新潟県特別支援学校一覧
新潟県特別支援学校一覧（にいがたけんとくべつしえんがっこういちらん）は、新潟県の特別支援学校の一覧。

## 国立特別支援学校
- 新潟大学附属特別支援学校

## 特別支援学校（知的障害、視覚障害、聴覚障害）

### 新潟市
- 新潟県立新潟よつば学園（東区、2022年4月1日に新潟県立新潟聾学校と新潟県立新潟盲学校を統合し新設[1]）

## 特別支援学校（知的障害、肢体不自由、病弱教育）

### 新潟市
- 新潟県立江南高等特別支援学校（江南区）
  - 新潟県立江南高等特別支援学校川岸分校（中央区・新潟市立白新中学校内）
- 新潟県立西蒲高等特別支援学校（西蒲区）
- 新潟県立東新潟特別支援学校（東区）
- 新潟県立はまぐみ特別支援学校（中央区）
- 新潟市立東特別支援学校（東区）
- 新潟市立西特別支援学校（西蒲区）

### 長岡市
- 長岡市立総合支援学校
- 長岡市立高等総合支援学校
- 新潟県立柏崎特別支援学校のぎく分校

### 三条市
- 新潟県立月ヶ岡特別支援学校

### 柏崎市
- 新潟県立柏崎特別支援学校
- 新潟県立はまなす特別支援学校

### 新発田市
- 新潟県立竹俣特別支援学校
  - 新潟県立竹俣特別支援学校いじみの分校

### 小千谷市
- 小千谷市立総合支援学校

### 十日町市
- 新潟県立小出特別支援学校川西分校
- 十日町市立ふれあいの丘支援学校

### 見附市
- 見附市立見附特別支援学校
  - 新潟県立月ヶ岡特別支援学校見附分校[2]（2023年度より県立県立見附高校敷地内に開校）

### 村上市
- 新潟県立村上特別支援学校

### 燕市
- 新潟県立吉田特別支援学校

### 糸魚川市
- 新潟県立高田特別支援学校白嶺分校
- 糸魚川市立ひすいの里総合学校

### 妙高市
- 妙高市立総合支援学校

### 五泉市
- 新潟県立五泉特別支援学校

### 上越市
- 新潟県立高田特別支援学校
- 新潟県立上越特別支援学校
- 新潟県立吉川高等特別支援学校

### 阿賀野市
- 新潟県立駒林特別支援学校

### 佐渡市
- 新潟県立佐渡特別支援学校

### 魚沼市
- 新潟県立小出特別支援学校

### 南魚沼市
- 南魚沼市立総合支援学校

## 特別支援学校（聴覚障害）

### 長岡市
- 新潟県立長岡聾学校

### 上越市
- 新潟県立長岡聾学校高田分校[3]

## 廃校になった特別支援学校
- 新潟県立新潟盲学校（新潟市中央区、2022年3月に新潟県立新潟聾学校との統合により廃校[1]）
- 新潟県立新潟聾学校（新潟市東区、2022年3月に新潟県立新潟盲学校との統合により廃校[1]）
- 新潟県立高田盲学校（上越市、2006年廃校）
- 新潟県立新潟盲学校高田分校（上越市、2012年休校、2013年廃校）[4]

## リンク
- 新潟県教育委員会